# Trzcianki (województwo świętokrzyskie)
Trzcianki – osada w Polsce położona w województwie świętokrzyskim, w powiecie kieleckim, w gminie Nowiny.
W latach 1975–1998 miejscowość administracyjnie należała do województwa kieleckiego.
Jest to miejscowość rekreacyjna, przez którą przepływa rzeka Bobrza. W miejscowości znajdują się m.in. drewniane domki letniskowe, które przed II wojną światową należały do bogatych kielczan. Wieś graniczy z Osiedlem Nowiny i wsią Sitkówka. Obecnie miejscowość zamieszkuje 265 mieszkańców (2011).